# Barnapikkelyes pókhálósgomba
A barnapikkelyes pókhálósgomba (Cortinarius pholideus) a pókhálósgombafélék családjába tartozó, Európában és Észak-Amerikában honos, nyíresekben, fenyvesekben élő, nem ehető gombafaj. 

## Megjelenése
A barnapikkelyes pókhálósgomba kalapja 2-7 cm széles, fiatalon kúpos vagy harangszerű, majd domborúan, idősen laposan kiterül, közepén néha púpos. Kalapbőrének alapszíne sárgásbarna vagy borostyánbarna; felszínét apró, vöröses vagy sötétbarnás pikkelyek borítják be sűrűn. Szélén szálas burokmaradványok lehetnek.
Húsa fehéres vagy okkerbarnás, a tönk csúcsán lilás árnyalatú lehet, tövében pedig sárgásbarna. Szaga és íze nem jellegzetes, esetleg gyengén petrezselyemszagú lehet. 
Sűrű lemezei felkanyarodva tönkhöz nőttek. Színük fiatalon szürkésbarnás, lilás árnyalattal, idősen rozsdabarnák. 
Tönkje 4-10 cm magas és 0,5-1,5 cm vastag. Alakja nagyjából egyenletesen hengeres. Felszíne selymes-szálas. Színe a csúcsán lilás árnyalatú lehet, a tövén sárgásbarna vagy barna. A lemezeket védő pókhálószerű, fehéres vagy barnás kortina a tönkre tapadhat és ott barna pikkelyszerű mintázatot, esetleg gallérzónát hoz létre.
Spórapora rozsdabarna. Spórája széles ellipszis alakú, felszíne finoman vagy közepesen szemölcsös, mérete 6,5-8,5 x 5-6 µm.

### Hasonló fajok
Jellegzetes külsejű gomba, esetleg a borzas susulyka, a nyálkástönkű pókhálósgomba vagy a vörösövű pókhálósgomba hasonlíthat hozzá. 

## Elterjedése és termőhelye
Európában és Észak-Amerikában honos. 
Savanyú, nedves talajú nyíresekben, fenyvesekben található meg, gyakran moha között. Nyártól ősz végéig terem. 
Nem mérgező, de nem ízletes gomba és mérgező fajokkal is összetéveszthető.

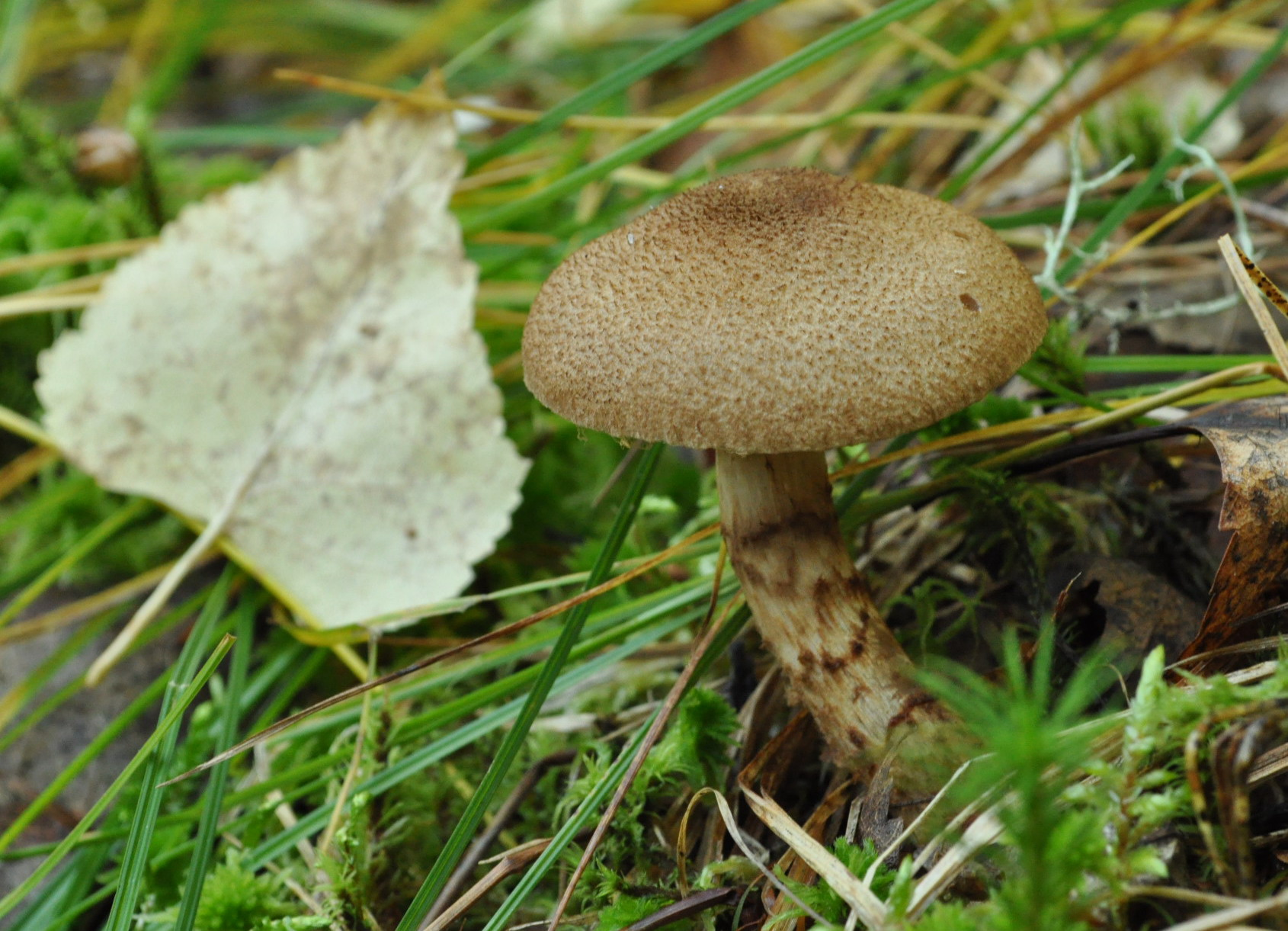
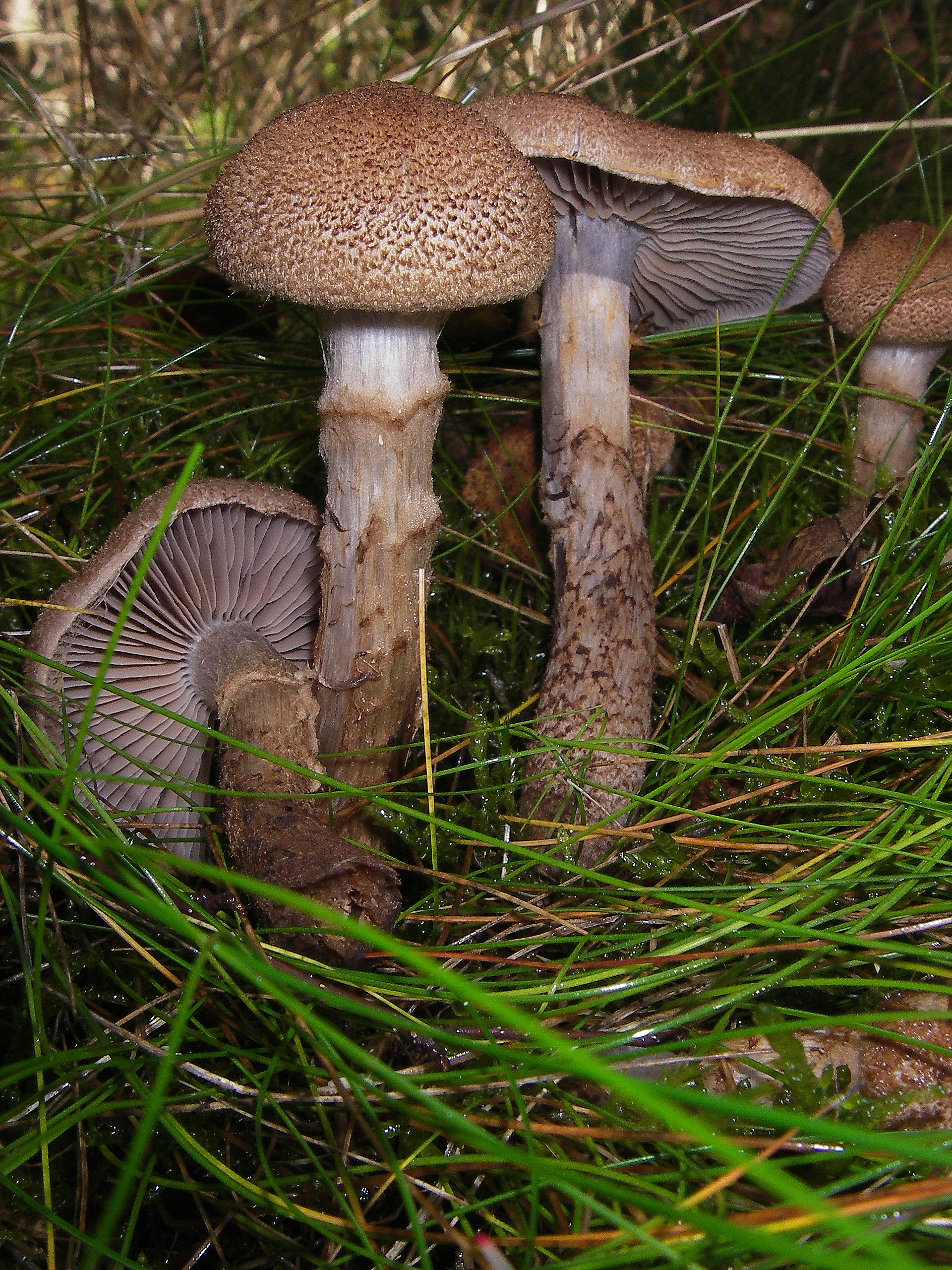
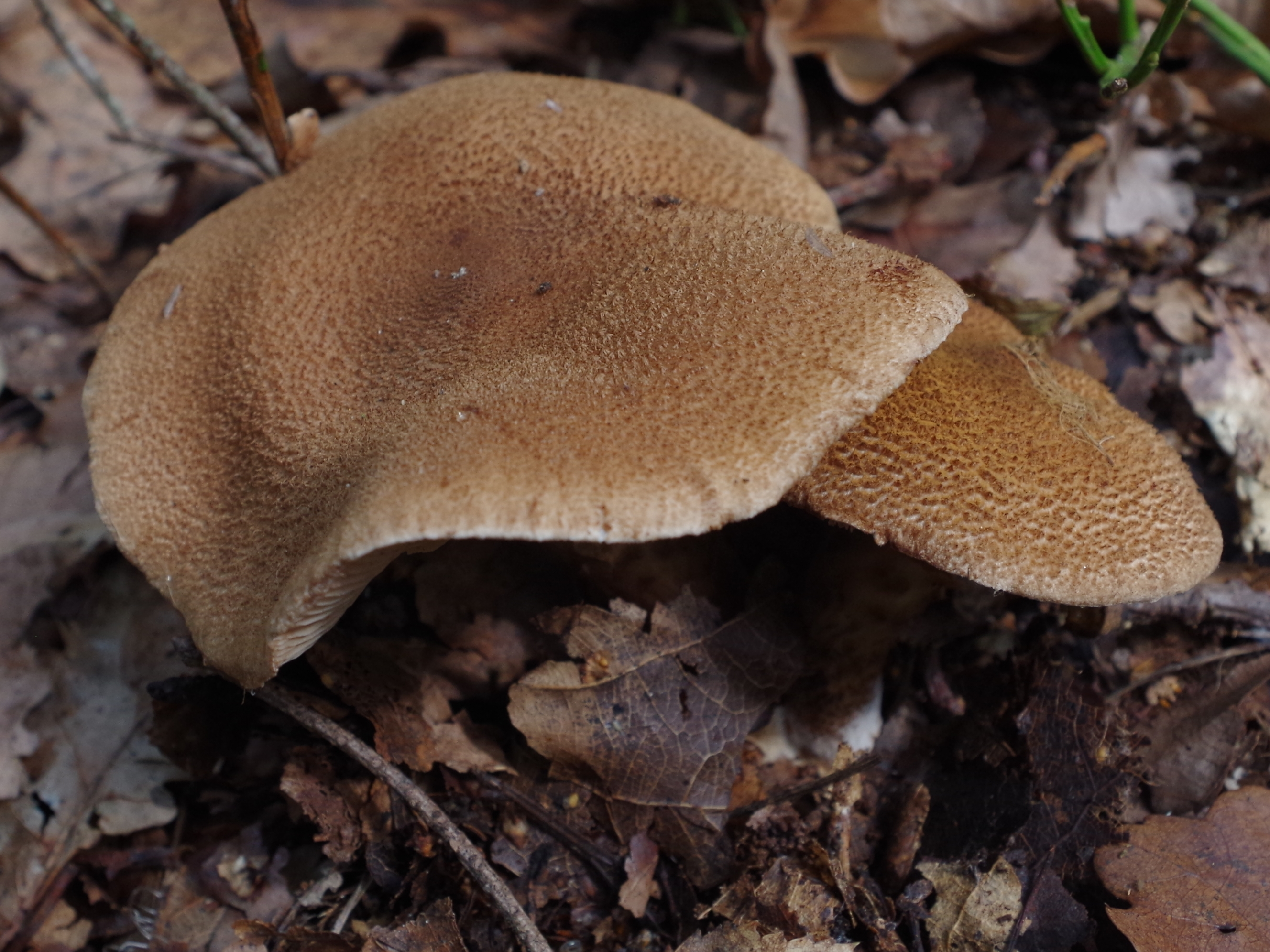
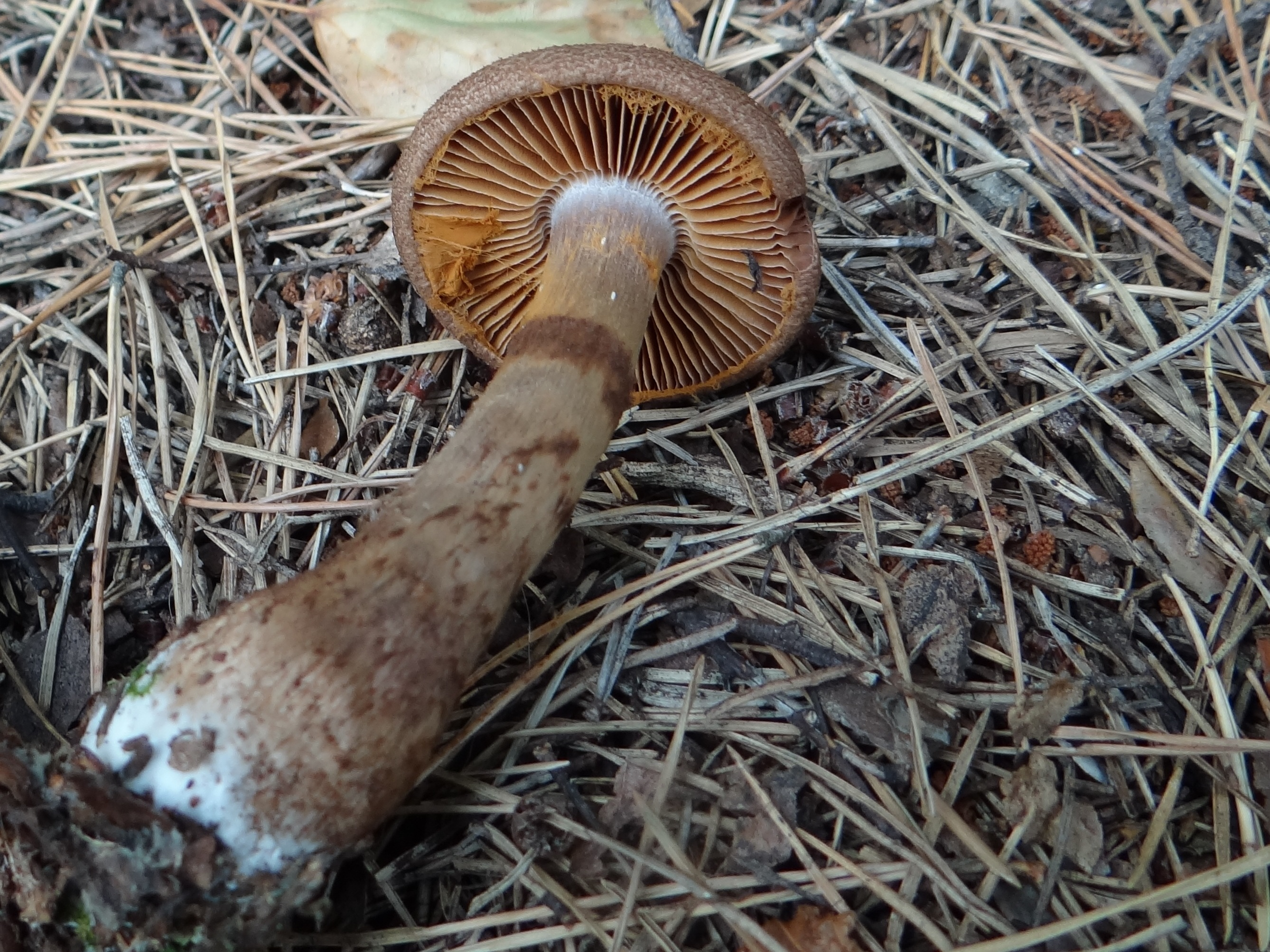
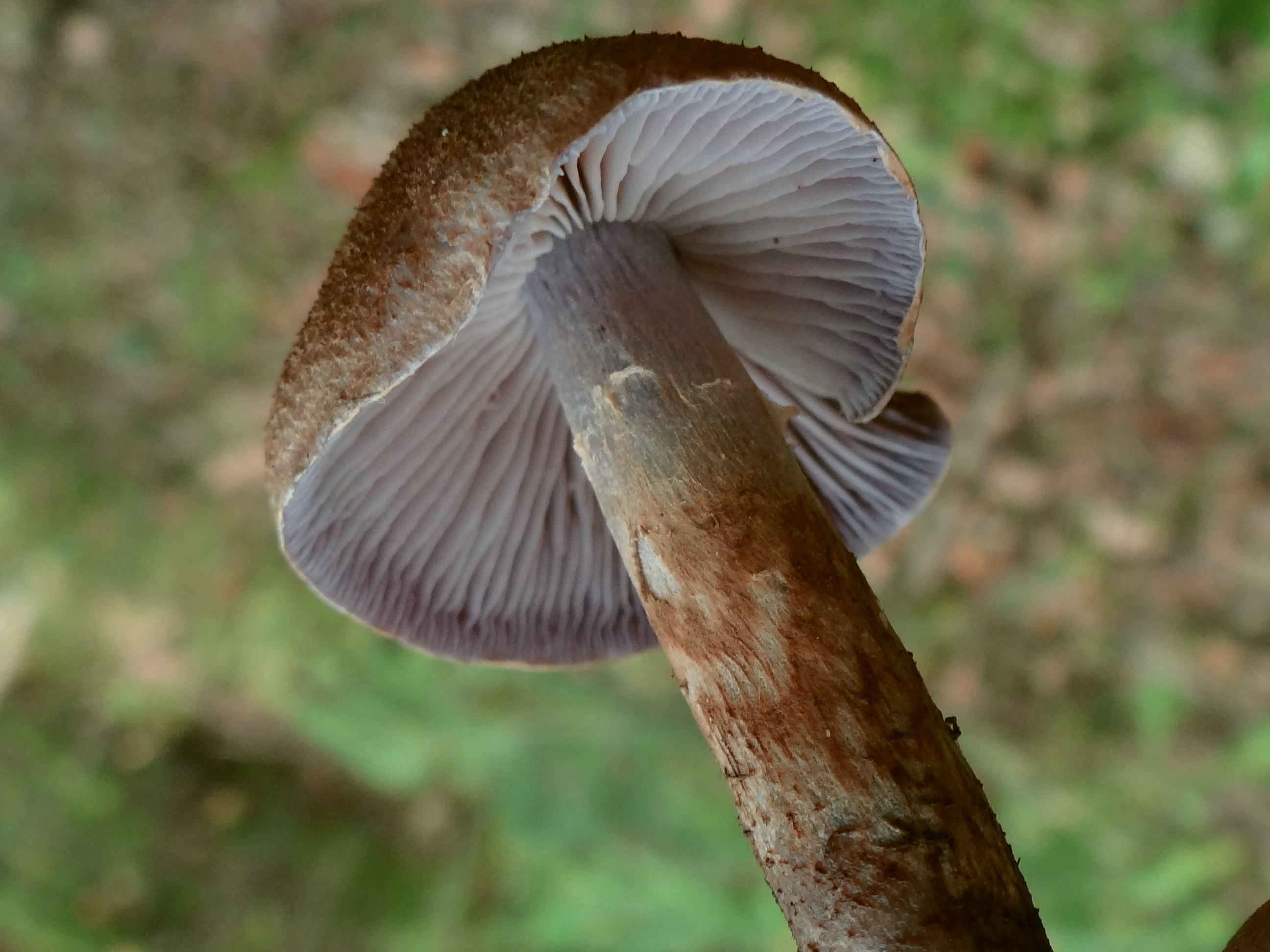